# Karkaar
Karkaar é uma região administrativa definida pelo auto-declarado Estado autônomo da Puntlândia, Somália. Esta região ocupa o sul do que tem sido tradicionalmente a região de Bari. A Cordilheira de Karkaar está localizada ao norte da região e constitui a divisa natural com a região de Bari, também criada pelo estado de Puntlândia, e que ocupa a parte norte da tradicional região de Bari.

## Distritos
- Qardho District

## Cidades
- Qardho
- Bandar Beyla
- Dud hooye